# Khaled Assad
Pour les articles homonymes, voir Assad.
Khaled Assad ou Khaled al-Asaad, né le 1er janvier 1932 à Tadmor et mort le 18 août 2015 dans la même ville, est un archéologue et universitaire syrien. Il est directeur des antiquités et des musées de Palmyre de 1963 jusqu'à sa retraite en 2003,. Ayant refusé de révéler l'emplacement de trésors inestimables auxquels il s'était dévoué toute sa vie, il a été mis à mort par des membres de l'organisation État islamique le 18 août 2015.

## Biographie

### Famille
Khaled Assad est né le 1er janvier 1932 à Tadmor, en Syrie et y a vécu la plus grande partie de sa vie,. Il a suivi les cours de l'université de Damas et obtenu un diplôme d'histoire.
Khaled Assad est le père de onze enfants, six garçons et cinq filles, dont une porte le nom de Zenobia en l'honneur de la reine de Palmyre.

### Carrière d'archéologue
Considéré comme « un des pionniers de l'archéologie syrienne », il a notamment découvert plusieurs cimetières anciens, et un cimetière byzantin dans un jardin du musée de Palmyre.
Durant sa carrière, il s'est occupé des fouilles et de la restauration de Palmyre. Il a été le conservateur principal du site pendant 40 ans depuis 1963. De son père, son fils Tarek disait : « Il adorait Palmyre. Il ne pouvait pas vivre sans. Tous les matins, il regardait la ville antique et poussait un soupir de contentement en voyant ces merveilles ».
Il a travaillé avec des missions archéologiques allemandes, américaines, françaises, polonaises, et suisses. Le couronnement de son travail a été l'inscription de Palmyre sur la liste du Patrimoine mondial de l'UNESCO.
En 2001, il annonce la découverte de 700 pièces en argent du VIIe siècle à l'image des rois Khosro Ier et Khosro II de la dynastie des Sassanides qui a régné sur la Perse avant la conquête musulmane,.
En 2003, en collaboration avec une équipe syro-polonaise, ils découvrent une mosaïque du IIIe siècle qui dépeint la lutte entre un humain et un animal ailé qu'il décrit comme « l'une des découvertes les plus précieuses de Palmyre ».
Après sa retraite en 2003, son fils Walid a repris le travail de son père sur le site de Palmyre. Arrêté en août 2015 avec son père, Walid parvient à s'échapper dans la ville de Raqqa, grâce à l'aide d'habitants,.
Il parlait couramment l'araméen, et il a traduit des textes depuis cette langue jusqu'en 2011.

### Assassinat

#### Circonstances de la mort
Le 18 août 2015, il est décapité par des membres de l'organisation État islamique. Khaled Assad qui refusait de quitter la ville a, selon l'Observatoire syrien des droits de l'homme, été exécuté devant plusieurs dizaines de personnes.
Il aurait été arrêté par l'EI trois semaines avant son assassinat, dans le but d'identifier les caches de certains trésors archéologiques. Selon Maamoun Abdoulkarim, directeur des Antiquités et des musées de Syrie, il aurait été torturé, en compagnie de son fils Walid Assaad, qui lui avait succédé au poste de directeur des antiquités de Palmyre. Il a été reconduit à Palmyre le 18 août. Un réquisitoire en cinq points lui reprochait d'être le « directeur d'idoles » mais également de s'être rendu en Iran et d'avoir assisté à des « conférences infidèles ». Il a été décapité et sa dépouille a ensuite été suspendue à un mât dressé sur le site archéologique tout proche, sa tête disposée à ses pieds.
Son corps aurait été retrouvé au début l'année 2021 parmi les restes humains de trois personnes à 10 km à l’est de Palmyre, à Kahloul, dans les environs d’Homs.

#### Réactions internationales
- Jack Lang, ancien ministre français et président de l'Institut du monde arabe : « Ce sont vraiment des salopards absolus [...] Nous sommes face à la lie de l'humanité, si tant est que l'on puisse encore parler d'humanité[13] ! »
- Fleur Pellerin, ministre française de la Culture : « Horrifiée par l'assassinat de l'archéologue Khaled Assaad commis par Daech, après celui de milliers d'autres personnes. Toute ma solidarité à ses proches et à la communauté des archéologues. »
- Irina Bokova, directrice générale de l'UNESCO : « Ils l'ont tué parce qu'il ne voulait pas trahir son engagement profond envers Palmyre. Son travail va vivre au-delà de la portée de ces extrémistes. Ils ont assassiné un grand homme, mais ils ne réduiront jamais l'Histoire au silence. (They killed him because he would not betray his deep commitment to Palmyra. His work will live on far beyond the reach of these extremists. They murdered a great man, but they will never silence history[4]). »

## Publications
- Avec Jean-Baptiste Yon, Inscriptions de Palmyre. Promenades épigraphiques dans la ville antique de Palmyre, Beyrouth, Institut français d’archéologie du Proche-Orient, 2001 (ISBN 2-912738-12-1).
- Nouvelles découvertes archéologiques en Syrie, Damas, Direction général des antiquités et des musées, 1980 (OCLC 602249622).
- (en) Avec Michael Gawlikowski, Palmyra and the Aramaeans, Oxford, The ARAM Society for Syro-Mesopotamian Studies, 1995 (OCLC 68075497).

## Distinctions
- 1999 : Officier de l'ordre du Mérite de la République de Pologne[14],[15]

- Ordre du mérite civil de la République arabe syrienne (excellent classe)
- Ordre national du Mérite (France)
- Ordre du mérite de la République tunisienne